# NGC 5144B
NGC 5144B في الفهرس العام الجديد، هي مجرة، تقع في كوكبة الدب الأصغر. اكتشفت بواسطة ويليام هيرشل.

## روابط خارجية
- NGC 5144B على موقع ويكي سكاي: DSS2, SDSS, GALEX, IRAS, Hydrogen α, X-Ray, Astrophoto, Sky Map, Articles and images